# Werner Enninger
Werner Enninger (* 27. Oktober 1931 in Essen; † 2. Mai 2016) war ein deutscher Anglist.

## Leben
Nach seiner Reifeprüfung 1952 in Essen studierte Werner Enninger zunächst von 1953 bis 1956 Sportwissenschaft an der Sporthochschule Köln und legte dort 1956 die Diplomprüfung ab. Außerdem studierte er ab 1953 an der Universität Köln, ab 1958 an der Universität Bonn Anglistik und Geographie. Die beiden Staatsexamen für den höheren Schuldienst absolvierte er 1959 bzw. 1961. Anschließend war er zunächst im Schuldienst tätig und zwar in Duisburg, Oberhausen und Essen. An der Pädagogischen Hochschule Essen unterrichtete er Sport. Von 1966 bis 1968 setzte er sein Studium an der Universität Bonn mit Schwerpunkt auf den Gebieten Allgemeine Sprachwissenschaft und Anglistik fort und promovierte 1967/68 bei Wolfgang Schmidt-Hidding zum Dr. phil. Ab 1972 war er Professor für Anglistik und Linguistik an der Universität Essen. 1976 hatte er eine Gastprofessur an der University of Delaware inne.
Seine Forschungsthemen waren Semiotik, Ethnographie und Sprache sowie die Variante des Pennsylvaniadeutschen.

## Schriften (Auswahl)
- Bedeutungsgeschichte von licere – leisir/loisir – leisure. Bonn 1968 (= Dissertation an der Universität Bonn), OCLC 1138659880
- Übungen zu einem strukturell-taxonomischen Modell der englischen Grammatik. Tübingen 1976, ISBN 3-484-40043-9.
- mit Joachim Raith: An ethnography-of-communication approach to ceremonial situations. A study on communication in institutionalized social contexts: the Old Order Amish church service. Wiesbaden 1982, ISBN 3-515-03910-4.
- Language and language use of the Amish and of Mennonite groups of Swiss-German origin. An annotated bibliography . Essen 2002, OCLC 717275546.